# 2022 în jocuri video

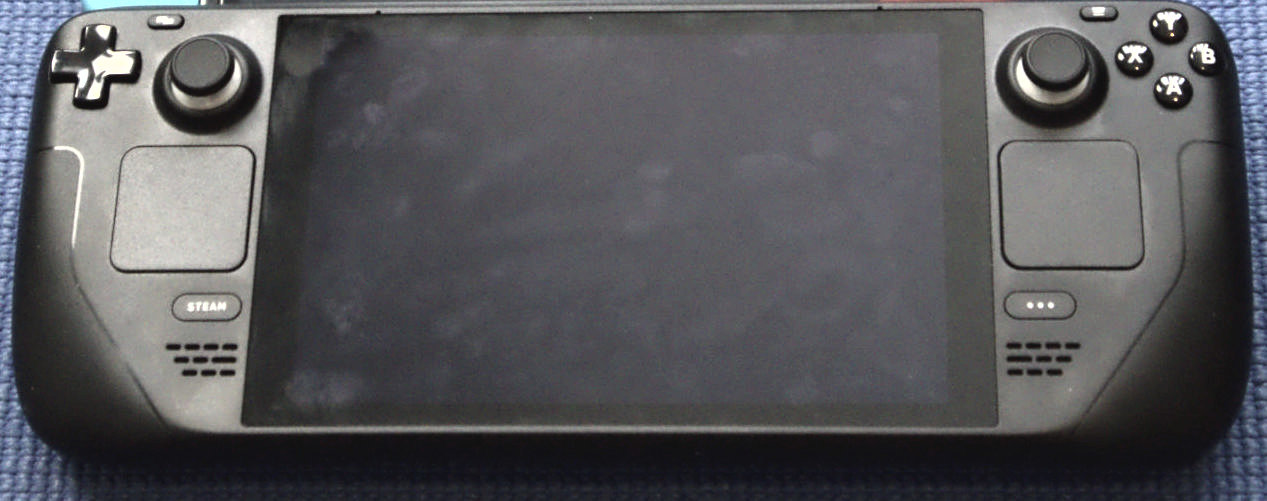
Steam Deck

Acest articol prezintă evenimente importante legate de jocuri video din anul 2022. Vezi și istoria jocurilor video.

## Evenimente
1 ianuarie - Ian Livingstone, co-fondator al Games Workshop și președinte al Eidos Interactive, a fost numit cavaler pentru serviciul său în industria jocurilor online.
4 ianuarie - Monster Games, remarcabil pentru seria NASCAR Heat și Excite Truck, a fost achiziționat de iRacing.com Motorsport Simulations.
18 ianuarie - Microsoft a anunțat că va achiziționa Activision Blizzard pentru 68,7 miliarde de dolari americani.
31 ianuarie - Sony Interactive Entertainment a anunțat că va achiziționa Bungie pentru 3,6 miliarde de dolari. Acordul a fost încheiat la 15 iulie 2022.

### Lansări importante
- Freddi Fish 3: The Case of the Stolen Conch Shell[8]
- Putt-Putt Travels Through Time[9]
- Deep Rock Galactic[10]
- The Pedestrian[11]
- Demon Gaze Extra[12]
- QuickSpot[13]

### Serii cu jocuri noi
Seriile în care au apărut jocuri noi sunt: 2064: Read Only Memories, AI: The Somnium Files, Atelier, Azure Striker Gunvolt, Batman, Battlefield, Bayonetta, Blood Bowl, Borderlands, Call of Duty, Company of Heroes, The Dark Pictures Anthology, Daymare: 1998, Digimon, Dragon Ball, Dungeon Fighter Online, Dying Light, Earth Defense Force, Earthlock, ELEX, Evil Dead: The Game, Flashback, Freedom Planet, Getsu Fūma Den, God of War, Gran Turismo, Grid, Gungrave, Hello Neighbor, Horizon, Joe & Mac, JoJo's Bizarre Adventure, Kao the Kangaroo, Kirby, Kunio-kun, The King of Fighters, League of Legends, Lego Star Wars, Let It Die, The Lord of the Rings, Mana, Mario + Rabbids, Mario Strikers,  Metal Slug, Monkey Island, Mystery Dungeon, Need for Speed, Nobunaga's Ambition, OlliOlli, One Piece, Outlast, Overlord, Pocky and Rocky, Pokémon, Postal, Redout, River City Girls, RWBY, Saints Row, Science Adventure, Shadow Warrior, Sniper Elite, Sonic the Hedgehog, Splatoon, Star Ocean, Star Trek, Tactics Ogre, Taiko no Tatsujin, Teenage Mutant Ninja Turtles, Test Drive, Tom Clancy's Rainbow Six, Total War, Vampire: The Masquerade, Warhammer 40,000, Wizarding World, Wizardry, WWE 2K, Xenoblade Chronicles și Yu-Gi-Oh!.

### Hardware
| Luna            | Zi              | Consolă                |
| --------------- | --------------- | ---------------------- |
| februarie       | 25              | Steam Deck             |
| martie          | 25              | A500 Mini              |
| aprilie         | 18              | Playdate               |
| octombrie       | 27              | Sega Mega Drive Mini 2 |
| mijlocul anului | mijlocul anului | Astro City Mini V      |
| TBA             | TBA             | Intellivision Amico    |